# Jean Jacques Boissy
Jean Jacques Boissy, né le 28 janvier 2000, est un joueur sénégalais de basket-ball. Il évolue au poste de meneur.

## Biographie
Jean Jacques Boissy est un basketteur international sénégalais né le 28 janvier 2000 qui joue au poste de meneur.

### Carrière en club
Né d'un père basketteur, Elysée Boissy, ancien international sénégalais de basketball qui a disputé l'Afrobasket 2003, Jean Jacques Boissy a débuté par le football avant d'opter pour le basketball. Il rejoint le NBA Academy Africa basé à Saly dans le département de Mbour. Ensuite il rejoint le Rwanda où il évolue avec United Generation basketball de 2019 à 2020. Jean Jacques Boissy retourne au Sénégal et dispute ses premiers minutes dans le championnat sénégalais de basketball avec le SIBAC de 2020 jusqu'en 2021.
Il rejoint l'Espagne en octobre 2021 en s'engageant avec le CB Cornellà avant de retourner au Sénégal avec le club de AS Douanes en 2023. Avec les gabelous, Jean Jacques Boissy remporte la coupe Saint Michel et est MVP de la finale. Jean Jacques Boissy participe également à la Basketball Africa League 2023 où ils terminent finalistes. En juin 2023, il rejoint le club d'Aurore de Vitré. Le 3 décembre 2023, Jean Jacques Boissy et le club français se sépare par consentement mutuel et retourne à l'AS Douanes en février 2024.
En juillet 2024, rejoint le championnat du Burundi de basket-ball en signant chez l'Urunani BC  et remporte le championnat au mois de septembre avec le trophée de MVP de la finale. Il quitte le club burundais en janvier 2025 et s'engage au Rwanda avec le REG BBC.
Jean Jacques Boissy rejoint le club Libyen de basketball Al Ahli Tripoli pour la Basketball Africa League (BAL) et effectue sa première apparition en mai 2025.  Champion et MVP de la Basketball Africa League 2025 avec le club Libyen, Jean Jacques Boissy devient le premier sénégalais à remporter cette compétition. En juillet 2025, Jean Jacques Boissy rejoint le club américain de Bulls de Windy City.

### Carrière en équipe nationale
Jean Jacques Boissy a joué avec l'équipe nationale de basketball junior à la coupe d'Afrique de basket-ball des moins de 18 ans en 2018. Il a aussi participé à la coupe du monde de basket-ball des moins de 19 ans en 2019 avec le Sénégal. Jean Jacques Boissy a intégré l'équipe du Sénégal de basket-ball pour la première fois en juin 2022.

## Palmarès et Distinctions
- AS Douanes
  - Coupe Saint Michel: 2023
- Urunani BC
  - Championnat du Burundi de basket-ball: 2024
- Al Ahli Tripoli
  - Ligue africaine de basket-ball: 2025

### Distinctions individuelles
- MVP de la finale de la coupe Saint Michel en 2023.
- MVP de la finale du championnat du Burundi de basket-ball en 2024.
- Dans la première équipe type de la ligue africaine de basket-ball en 2023.
- Dans la première équipe défensive type de la ligue africaine de basket-ball en 2023 et 2025.
- Dans la seconde équipe défensive type de la ligue africaine de basket-ball en 2024.
- Meilleur marqueur de la ligue africaine de basket-ball en 2025.